# Greta Panettieri
Greta Panettieri (Roma, 7 aprile 1978) è una cantante, musicista, paroliera e scrittrice italiana.

## Biografia
Nata a Roma e cresciuta in Umbria, Greta Panettieri inizia la sua avventura musicale giovanissima a 6 anni con lo studio del violino che continua fino ai 16 anni nel Conservatorio Francesco Morlacchi di Perugia. La musica è la sua prima passione e diventa presto una scelta di vita che la porteranno a studiare anche pianoforte e successivamente canto.
Nel 1994 inizia a studiare canto jazz con Cinzia Spata. 
Nel 1998 partecipa alle clinics di Umbria Jazz come cantante, vincendo una delle borse di studio per la prestigiosa Berklee College of Music di Boston.
Nel 2000 Greta arriva a New York e invece di proseguire per Boston decide di rimanere a New York per fare esperienza nella grande mela dove Greta si immerge in un mondo di note e di Jazz, cantando in vari contesti dai più tradizionali ai più sperimentali esibendosi con gruppi jazz ma anche Latin, Funk, Rhythm and blues, Bossa nova. Cantare i diversi generi musicali le permette di imparare perfettamente sia l'inglese sia il portoghese/brasiliano.
Nel 2004 fonda la band Greta's Bakery con il pianista italiano Andrea Sammartino e il bassista statunitense Mike La Valle.
Nel 2005 Greta comincia a fare showcase per grandi major americane e nel 2006 diventa una Universal Recording Artist e comincia a collaborare con grandi compositori tra i quali Phil Galdston autore di brani come The Last to Know di Céline Dion e Save the Best for Last di Vanessa L. Williams.
Nel 2007 firma un importante contratto con la Decca Records Universal Music Group e sino al 2008 si dedica alla realizzazione del disco con il produttore statunitense Stewart Lerman (produttore musicale del film "The Aviator").
Nel 2009 arriva la prima tournée europea come opening act di Joe Jackson.
Nel 2010 esce negli Stati Uniti d'America "The Edge of Everything" il primo album dei Greta's Bakery per la Decca Records UMG, al quale partecipano grandi nomi tra i quali Diane Warren che scrive per la band "Useless". Lo stesso anno Greta partecipa a un progetto internazionale come ospite e co-autrice nell'album di Patricia Romania "Sou Brasileira" edito da Pony Canyon in Giappone e che la porta a collaborare con artisti come Terri Lynn Carrington (batterista di Herbie Hancock), Robert Irving III (pianista di Miles Davis), Paolinho Braga (batterista di Antônio Carlos Jobim)
Nel frattempo Greta decide di tornare ad essere un artista indipendente e registra un album dal vivo a "ZincBar" un rinomato jazz club newyorkese nel cuore del famoso quartiere West Village con il pianista brasiliano Cidinho Teixeira, il bassista brasiliano Itaiguara Brandão, il batterista brasiliano Mauricio Zottarelli il disco uscirà nel 2011 con il titolo "Brazilian Nights" (Greta's Bakery Music 2011)
Il 2011 è l'anno in cui Greta torna in Italia esibendosi in varie manifestazioni tra cui una serie di concerti ad Umbria Jazz. Il ritorno in Italia porta all'incontro con Gegè Telesforo, con il quale Greta inizia una stretta collaborazione che la porterà a co-firmare molti brani nel disco di Telesforo 'Nu Joy' edito da Columbia Records e Sony Music 2012 e in una tournée nel con la Nu Joy Band in tutti i più importanti eventi e festival Jazz in Italia per oltre un anno.
Nel 2013 con la supervisione del musicista e produttore Larry Williams (produttore e musicista di Al Jarreau, George Benson, Michael Jackson) esce l'album "Under Control" distribuito world wide su tutte le piattaforme digitali dalla fine del 2013 e in uscita fisica come allegato ad un Graphic Novel 'Viaggio in Jazz' ispirato alla vita di Greta pubblicato da Edizioni Corsare Archiviato il 27 ottobre 2016 in Internet Archive. a dicembre 2014.
Nel 2014 esce "Non Gioco Più"  disco che rilegge in chiave jazz i grandi successi di Mina nel decennio d’oro degli anni sessanta, tra gli ospiti anche Fabrizio Bosso. Questo nuovo lavoro, nonostante il dichiarato omaggio a Mina rileggendo i suoi grandi successi degli anni ’60 (da Brava! a Conversazione a Se telefonando), ha un sound totalmente nuovo e originale, è il “luogo” dove Greta esprime il suo grande talento unendo l’innato virtuosismo della sua voce alla sua raffinata e poliedrica concezione musicale. Le atmosfere di questo lavoro trattengono due sentimenti senza tempo: da un lato il mondo notturno, soffuso e dorato del jazz; dall'altro, il mood della canzone d'autore italiana tra i '60 e '70.
Sempre nel 2014 Greta è a fianco di Sergio Cammariere in tre brani dell'ultimo disco del cantautore dal titolo Mano nella mano.
Nel 2015 Greta partecipa per quattro puntate a Radio 2 Social Club come "ragazza club" accanto a Luca Barbarossa. A luglio 2015 è uscito il singolo “C’est irréparable”, versione originale di Un anno d'amore scritta dall’autore italo-francese Nino Ferrer e resa celebre in Francia da Dalida, figura forte e, per molti versi, analoga a quella di Mina. Greta Panettieri la interpreta nella lingua originale, il francese, che svela nuovi significati rispetto alla versione italiana presente nel suo album Non gioco più. Il singolo è stato presentato in prima assoluta live sul palco del Blue Note Milano il 5 luglio. Insieme al singolo è uscito anche il videoclip, scritto e interpretato insieme all'autore e attore Massimo Salari, che ne ha curato la regia.
Nel 2016 LA7 la chiama per più di venti puntate come ospite musicale fissa nel programma L'aria che tira condotto da Myrta Merlino. Nello stesso anno è autrice insieme a Gegè Telesforo e Ben Sidran del singolo Let The Children dall'album Fun Slow Ride che diventerà testimonial UNICEF.
Ad ottobre 2016 esce l'album "Shattered/Sgretolata" questo nuovo lavoro, composto quasi interamente da brani originali, è un ritratto a 360° della sfaccettata personalita di Greta ̀ e del suo virtuoso percorso artistico, che da sempre va oltre la definizione di genere e di stile. Una dichiarata apertura a infinite possibilità interpretative: dalla ballad voce e chitarra, al brazilian contemporaneo, alla dedica a Bowie con una personalissima versione di "Life on Mars" nata durante uno dei suoi live negli studi di LA7, all'improvvisazione free e psichedelica di "Don't Know", allo swing di "Oppure no" e "Non ci giurerei", al jazz moderno della titletrack di ispirazione shorteriana. Quest'album viene reso unico e incalzante dalla grande varietà di musicisti che, tra Italia e Stati Uniti, hanno collaborato alla sua realizzazione: dai tre testi scritti rispettivamente da Claudio "Greg" Gregori, Piji Siciliani e Jennie Booth, ai brasiliani Itaiguara Brandao e Mauricio Zottarelli che hanno a lungo collaborato con Greta durante il suo periodo newyorkese, a Francesco Diodati coinvolto in un duo voce e chitarra, all'impronta jazz dei sassofonisti Max Ionata, Alfondo Deidda e Cristiano Arcelli. Un album che cavalca la strada del jazz con tratti swing e funk che si intrecciano sapientemente e che generano immagini policromatiche, fumose come quelle di un club illuminato da luci soffuse.
Il 2017 e il 2018 vedono Greta protagonista di vari tour sia nazionali che internazionali tra cui Russia, Cina e Spagna, dove Greta, oltre a presentare in vari teatri e club il suo album "Shattered/Sgretolata, partecipa al tour del famoso cantante chitarrista Toquinho.

## Discografia
- 2010 The Edge Of Everything (Greta's Bakery) Decca/UMG
- 2011 Brazilian Nights - GBM
- 2013 Under Control (Greta's Bakery) - GBM
- 2014 Non gioco più - GBM
- 2015 C'est irréparable (Greta Panettieri) - GBM
- 2016 Shattered/Sgretolata - GBM
- 2018 With Love - GBM
- 2020 Collection - GBM

## Collaborazioni e compilation
- 2006 Newsjoint "Bossa & Co" - Twilightmusic
- 2010 Patricia Romania "Sou Brazileira" - Pony Canyon
- 2012 Gegè Telesforo "Nu Joy" Columbia Sony
- 2013 Piero Masciarelli "Be Bop Dance" Irma Records
- 2014 Sergio Cammariere "Mano nella mano"
- 2016 Gegè Telesforo "Fun Slow Ride" Groove Master

## Opere
- 2014 Viaggio in Jazz Edizioni Corsare Archiviato il 27 ottobre 2016 in Internet Archive.